# میثاء بنت محمد بن راشد آل مکتوم
میثاء بنت محمد بن راشد آل مکتوم (انگلیسی: Maitha bint Mohammed Al Maktoum؛ زادهٔ ۵ مارس ۱۹۸۰) کاراته‌کا و تکواندوکار زن اهل امارات متحده عربی است.